# Vaasa
Vaasa (Tiếng Thụy Điển: Vasa) là một thành phố trên bờ biển phía Tây của Phần Lan. Vaasa có dân số là 57.501 người (Tháng 7 2007). Đây là thủ phủ của vùng Ostrobothnia.
Thành phố sử dụng hai ngôn ngữ với 71,5% người dân nói tiếng Phần Lan và 24,9% nói tiếng Thụy Điển.